# Boja (navtika)
Boja (ang. buoy) je plavajoča struktura, ki se uporablja za različne namene. Lahko je zasidrana ali pa prosto plavajoča.

## Nekateri tipi boj
- Navigacijska boja – se uporablja za varno navigacijo ladij, kdaj je opremljena z zvoncem ali pa gongom, ki zvočno opozori na nevarnost
- Reševalna boja
- Komunikacijska boja se uporablja za komunikacijo s podmornicami ali drugimi plovili
- Sonarna boja: ima nameščen sonar in hidrofon za odkrivanje podmornic in drugih plovil, lahko tudi za komunikacijo in oceanografske meritve
- Ribiška boja za označevanje pozicij ribiških mrež
- Markacijska boja se uporablja za označevanje
- Potapljaška boja označuje lokacijo potapljača
- Vremenska boja za merjenje temperature, tlaka, smeri vetra in drugih vremenskih parametrov. Lahko posredujejo podatke s satelitsko povezave, kdaj so tudi nezasidrane
- Boja za opozarjanje pred cunamiji

## Galerija
- Več različnih boj
- Markacijska boja
- Železne bojne
- Otroci med igranjem na boji na Volgi
- Boja na kopnem
- Reševalna boja na švedski podmornici Nordkaparen